# Мартна (општина)
Општина Мартна (ест. Martna vald) рурална је општина у централном делу округа Ланема на западу Естоније.
Општина заузима територију површине 269 km2. Граничи се са општинама Лане-Нигула на северу, Кулама на истоку, Ридала на западу те са општином Лихула на југу. На западу излази на обале пролаза Вајнамери.
Према статистичким подацима из јануара 2016. на територији општине живело је 760 становника, или у просеку око 2,8 становника по квадратном километру.
Административни центар општине налази се у селу Мартна у ком живи око 150 становника.
На територији општине налазе се 33 села.